# برابوسا (سانتاندر)
برابوسا (سانتاندر) (به اسپانیایی: Barbosa, Santander) یک سکونتگاه مسکونی در کلمبیا است که در بخش سانتاندر واقع شده‌است.

## خصوصیات
برابوسا ۵۷ کیلومترمربع مساحت و ۲۵٬۷۶۸ نفر جمعیت دارد.